# Wolfstall (Leichlingen)
Wolfstall ist eine aus einer Hofschaft hervorgegangene Ortschaft in Leichlingen (Rheinland) im Rheinisch-Bergischen Kreis.

## Lage und Beschreibung
Der Ort liegt nordwestlich von Witzhelden östlich der Landesstraße 427 am Rand der Hochfläche, die nach Norden im Naturschutzgebiet Wupperhänge mit Seitensiefen und der Wupper nördlich Witzhelden und Leichlingen steil zum Unteren Wuppertal abfällt. Die Ausläufer der Hochfläche zum Talraum hin werden Wupperberge genannt. Der Ort ist mit seinem südwestlichen Nachbarort Orth zu einem Siedlungsbereich zusammengewachsen. Weitere Nachbarorte sind Oberbüscherhof, Claasholz, Raderhof, Herscheid, Scharweg, Sieferhof und Flamerscheid.

## Geschichte
Die Karte Topographia Ducatus Montani aus dem Jahre 1715 zeigt den Hof unter dem Namen Wolfestal. Im 18. Jahrhundert gehörte der Ort zum Kirchspiel Leichlingen im bergischen Amt Miselohe. Die Topographische Aufnahme der Rheinlande von 1824 und die Preußische Uraufnahme von 1844 verzeichnen den Ort beide als Wolfstall. 
1815/16 lebten 78 Einwohner im Ort. 1832 gehörte Wolfstall dem Kirchspiel Witzhelden der Bürgermeisterei Burscheid an. Der laut der Statistik und Topographie des Regierungsbezirks Düsseldorf als Dorfschaft kategorisierte Ort besaß zu dieser Zeit 17 Wohnhäuser und 28 landwirtschaftliche Gebäude. Zu dieser Zeit lebten 92 Einwohner im Ort, davon zwei katholischen und 90 evangelischen Glaubens.
Aufgrund der Gemeindeordnung für die Rheinprovinz erhielt 1845 das Kirchspiel Witzhelden den Status einer Gemeinde, schied aus der Bürgermeisterei Burscheid aus und bildete ab 1850 eine eigene Bürgermeisterei. Im Gemeindelexikon für die Provinz Rheinland werden 1885 18 Wohnhäuser mit 93 Einwohnern angegeben. 1895 besitzt der Ort 16 Wohnhäuser mit 79 Einwohnern, 1905 13 Wohnhäuser und 62 Einwohner.
Am 1. Januar 1975 wurde die Gemeinde Witzhelden mit Wolfstall in Leichlingen eingemeindet.